# Ramon Webster
Ramón Alberto Webster (nacido el 31 de agosto de 1942) es un ex primera base de béisbol profesional panameño. Jugó en las Grandes Ligas de Béisbol para los Kansas City/Oakland Athletics, los San Diego Padres y los Chicago Cubs. 

## Carrera
Webster se destacó en su temporada de novato con los Atléticos y ganó cómodamente el puesto de primera base titular sobre Ken Harrelson después de batear .256 con 11 jonrones y 51 carreras impulsadas en 360 turnos al bate. Desde el día inaugural de 1968, Webster fue el cuarto bate en el orden detrás de Bert Campaneris, Reggie Jackson y Sal Bando . Desafortunadamente, una lesión en la pierna sufrida a principios de mayo limitó su tiempo de juego por el resto de la temporada, cayendo a .214 con tres jonrones y 23 carreras impulsadas en 66 juegos, y nunca recuperó su forma anterior. Finalmente, terminó su carrera como bateador emergente zurdo produciendo resultados insatisfactorios. En una carrera de cinco temporadas, Webster bateó .244 (190 de 778) con 17 jonrones y 98 carreras impulsadas en 380 juegos, incluidas 76 carreras, 31 dobles, seis triples y nueve bases robadas.

## enlaces externos
- Esta obra contiene una traducción  derivada de «Ray Webster (first baseman)» de Wikipedia en inglés, publicada por sus editores bajo la Licencia de documentación libre de GNU y la Licencia Creative Commons Atribución-CompartirIgual 4.0 Internacional.
- Ramon Webster en Retrosheet
- Ramon Webster en Liga Venezolana de Béisbol Profesional
- Ramon Webster en MLB

- Datos: Q7298266